# FC Alberschwende
Der FC Sohm Alberschwende ist ein Fußballverein aus der Vorarlberger Gemeinde Alberschwende im Bezirk Bregenz. Der Verein gehört dem Vorarlberger Fußballverband (VFV) an und spielt seit der Saison 2018/19 in der vierthöchsten Leistungsstufe, der Vorarlbergliga.

## Geschichte
Der FC Alberschwende wurde im März 1965 gegründet. Im selben Jahr startete man erstmals in der 1. Klasse Unterland Reserve; es herrschte eine Kooperation mit Langenegg. Ab 1966 nahm man für fünf Saisonen an der 1. Klasse Unterland teil. Im Frühjahr 1971 konnten die Alberschwende aufgrund zu weniger Spieler nicht mehr antreten.
Danach spielte man mit mehreren Vereinen (u. a. mit Andelsbuch) in einer neuen Liga namens Liga Bregenzerwald. In den ersten beiden Saisonen wurde Alberschwende Meister, danach konnte man an diese Erfolge nicht mehr anknüpfen.
1982 spielte man zum letzten Mal in der Wälderliga, denn 1981 konnte man als Meister aufsteigen.
Nach Jahren im Unterhaus konnte man 2008 schließlich als Meister vor Verfolger FC Schruns aus der sechstklassigen 1. Landesklasse in die fünftklassige Landesliga aufsteigen.
In der Debütsaison in der Landesliga verpasste man den Durchmarsch in die vierte Liga nur knapp; zu Saisonende lag man als Dritter nur einen Punkt hinter Meister Dornbirn. Die zweite Saison beendete man ebenfalls als Dritter, diesmal mit vier Punkten Rückstand auf den Meister. 2010/11 belegte man den fünften Rang, hatte aber einen großen Rückstand auf den Aufsteiger SC Austria Lustenau II. Die nächste Saison lief wesentlich erfolgreicher für Alberschwende, erneut verpasste man um einen Punkt den Meistertitel hinter dem SC Fussach, allerdings konnte man als Zweitplatzierter diesmal in die Vorarlbergliga aufsteigen.
Die erste Saison in der vierthöchsten Spielklasse beendete man auf dem vierten Platz, ebenso wie die Saison 2013/14. In der Saison 2014/15 landete man als Achter von 14 Teams im Mittelfeld der Liga. 2015/16 belegte man den siebten Rang. In der Saison 2016/17 wurde man mit zehn Punkten Rückstand auf Meister FC Langenegg Vizemeister, durfte aber, weil Langenegg nicht zum Aufstieg berechtigt war, erstmals in die drittklassige Regionalliga aufsteigen.
Nach einer Saison in der Regionalliga musste man als Tabellenletzter jedoch wieder in die Vorarlbergliga absteigen.

## Frauenfußball
Die Frauenmannschaft des FC Alberschwende wurde 1971 gegründet. Man nahm bereits mehrmals am ÖFB-Ladies-Cup teil. Die Sektion gründen immer wieder Spielgemeinschaften, z. B. mit dem FC Egg in der Saison 2004/05.